# Настойчивый (эсминец, 1957)
«Настойчивый» — эскадренный миноносец проекта 56 (кодовое обозначение НАТО — «Kotlin class destroyer»).

## История строительства
Зачислен в списки флота 29 апреля 1954 года. Заложен на ССЗ № 190 в Ленинграде 3 марта 1956 года (строительный № 742), спущен на воду 22 апреля 1957 года, 4 августа на корабле поднят флаг ВМФ СССР, корабль был принят флотом 30 ноября 1957 года и 19 апреля 1958 года вступил в состав советского флота.

## Особенности конструкции
Эскадренный миноносец вступил в строй с обтекателями гребных валов, одним балансирным рулём, фок-мачтой новой, облегчённой и усиленной конструкции с расположенным сзади пеленгатором и РЛС «Заря» трапециевидной формы. В период модернизации по проекту 56-А с корабля были сняты радиодальномеры «Штаг-Б», установлена станция обнаружения торпедного следа МИ-110К с приёмником в носу корпуса (снята в 1981 году), установлен ЗРК «Волна-М», изменена конструкция грот-мачты (на ромбовидную). После модернизации зенитного ракетного комплекса в «Волну-П» была оборудована дополнительная рубка и стойка на грот-мачте.

## Служба
С 19 апреля 1958 года в составе 170-й БЭМ Северного флота ВМФ СССР с базированием на Североморск.
1958, 7 мая — в составе СФ,
1967, 8 июня — в состав КЧФ,
1970, 17 июля — в состав ДКБФ,
с 17 по 21 октября 1964 года нанес визит в Тронхейм (Норвегия),
с 10 по 15 августа 1972 года и с 14 по 18 июня 1979 года — в Хельсинки (Финляндия),
с 21 по 26 июня 1974 года — в Шербур (Франция),
с 10 по 15 августа 1976 года- в Копенгаген (Дания),
и с 14 по 19 июня 1978 года — в Амстердам (Голландия).
с 1 по 30 июня 1967 года, находясь в зоне военных действий, выполнял боевую задачу по оказанию помощи вооруженным силам Сирии,
а с 6 декабря 1977 года по 13 января 1978 года — вооруженным силам Анголы.
25 апреля 1989 года приказом министра обороны СССР эсминец «Настойчивый» был исключён из списков ВМФ СССР и разоружён.
1 октября 1989 года расформирован в Лиепае.
В марте 1990 года уведён в Италию на слом.

## Известные командиры
- 1958 — капитан 3-го ранга Крылов Ю.[1].
- 1966 — капитан 2-го ранга Иванов
- 1967 — капитан 3-го ранга Зарезако Пётр Федотович
- 1972 — капитан 2-го ранга Касперович Н. В.
- 1978 — капитан 3-го ранга Ходасевич И. В.
- 1981 — капитан 3-го ранга Радзевский Г. А.
- 1987 — капитан 2-го ранга Шинкаревич Леонид Леонидович

## Известные бортовые номера
В ходе службы эсминец сменил ряд следующих бортовых номеров:
- 1956 год — № 44;
- 1957 год — № 45;
- 1959 год — № 545;
- 1966 год — № 020;
- 1969 год — № 308;
- 1970 год — № 462;
- 1971 год — № 486;
- 1972 год — № 963;
- 1975 год — № 465;
- 1976 год — № 405;
- 1978 год — № 650;
- 1979 год — № 689;
- 1980 год — № 481;
- 1983 год — № 615;
- 1985 год — № 661;
- 1987 год — № 522;
- 1988 год — № 606.